# The Sixth Sense (015B의 음반)
《The Sixth Sense》는 대한민국의 그룹 015B의 6번째 정규 앨범이다. 정석원, 장호일, 유희열 등이 참여했다.

## 곡 목록
- 이 곡들 중에서 괄호가 표시되지 않은 재생시간은 Radio Edit Ver.이며, 표시된 재생시간은 Original Ver.임.

1. "The Sixth Sense Main Theme Eclipse-Instrumental" – 3:44
2. "구멍가게 소녀" (feat.김형중) – 4:13
3. "독재자" (feat.강세종, 이승환)– 4:37(4:52)
4. "Tears of Maria For Desperado-Instrumental" (feat.Lee Oskar,조규찬) – 4:26
5. "인간은 인간이다" – 4:47
6. "그녀의 의자" – 4:35
7. "Femme fatales-Instrumental" – 2:40
8. "나 고마워요" (feat.이장우) – 4:53
9. "21세기 모노리스" (feat.윤종신[1]) – 5:58(6:13)
10. "나의 옛 친구" (feat.이승환) – 5:14
11. "Air Borne-Instrumental" – 1:22
12. "콩깍지" – 3:34
13. "타락도시" – 4:42
14. "Nuclear Age-Instrumental" – 1:23
15. "마르스의 후예들" – 4:58(5:07)

- 히든 트랙으로 이승환이 보컬을 맡은 `새대가리`가 흘러나온다.

## 같이 보기
- 015B 디스코그래피